# Vergeroux
Vergeroux ist eine französische Gemeinde mit 1.285 Einwohnern (Stand: 1. Januar 2022) im Département Charente-Maritime in der Region Nouvelle-Aquitaine. Sie gehört zum Arrondissement Rochefort und zum Kanton Tonnay-Charente. Die Einwohner werden Vergeroussois genannt.

## Geographie
Vergeroux liegt etwa drei Kilometer nordwestlich des Stadtzentrums von Rochefort an der Charente, in die hier der Devise mündet. Umgeben wird Vergeroux von den Nachbargemeinden Breuil-Magné im Norden und Nordosten, Rochefort im Osten und Süden, Saint-Nazaire-sur-Charente im Südwesten sowie Saint-Laurent-de-la-Prée im Westen.
Die Route nationale 137 durchquert die Gemeinde.

## Bevölkerungsentwicklung
| Jahr                       | 1962 | 1968 | 1975 | 1982 | 1990 | 1999 | 2008 | 2019 |
| Einwohner                  | 336  | 336  | 430  | 529  | 551  | 754  | 988  | 1258 |
| Quellen: Cassini und INSEE |      |      |      |      |      |      |      |      |

## Sehenswürdigkeiten
- Kirche Saint-Vivien aus dem 12. Jahrhundert

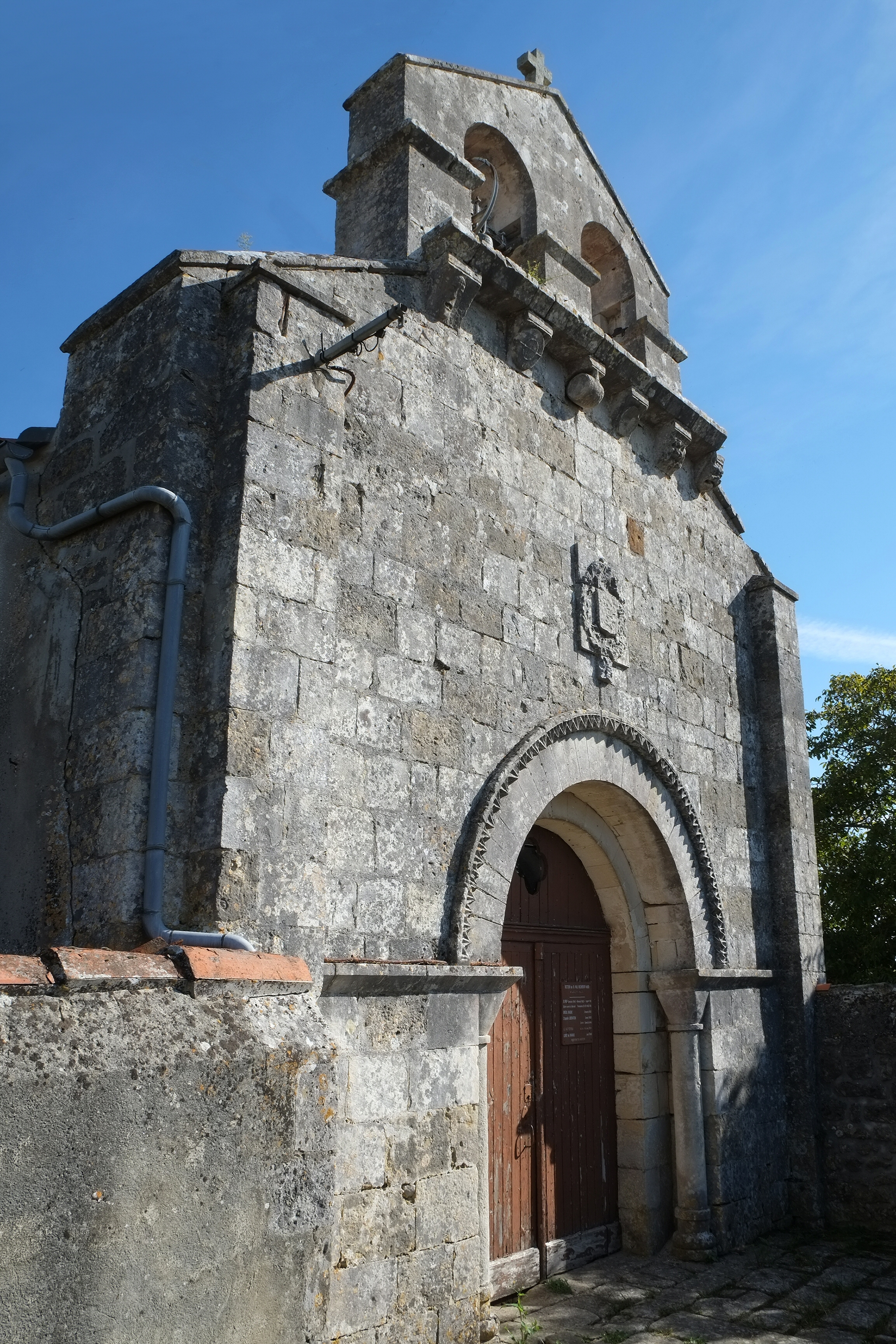
Kirche Saint-Vivien

- Festung aus dem 17. Jahrhundert